# Bling-Bling

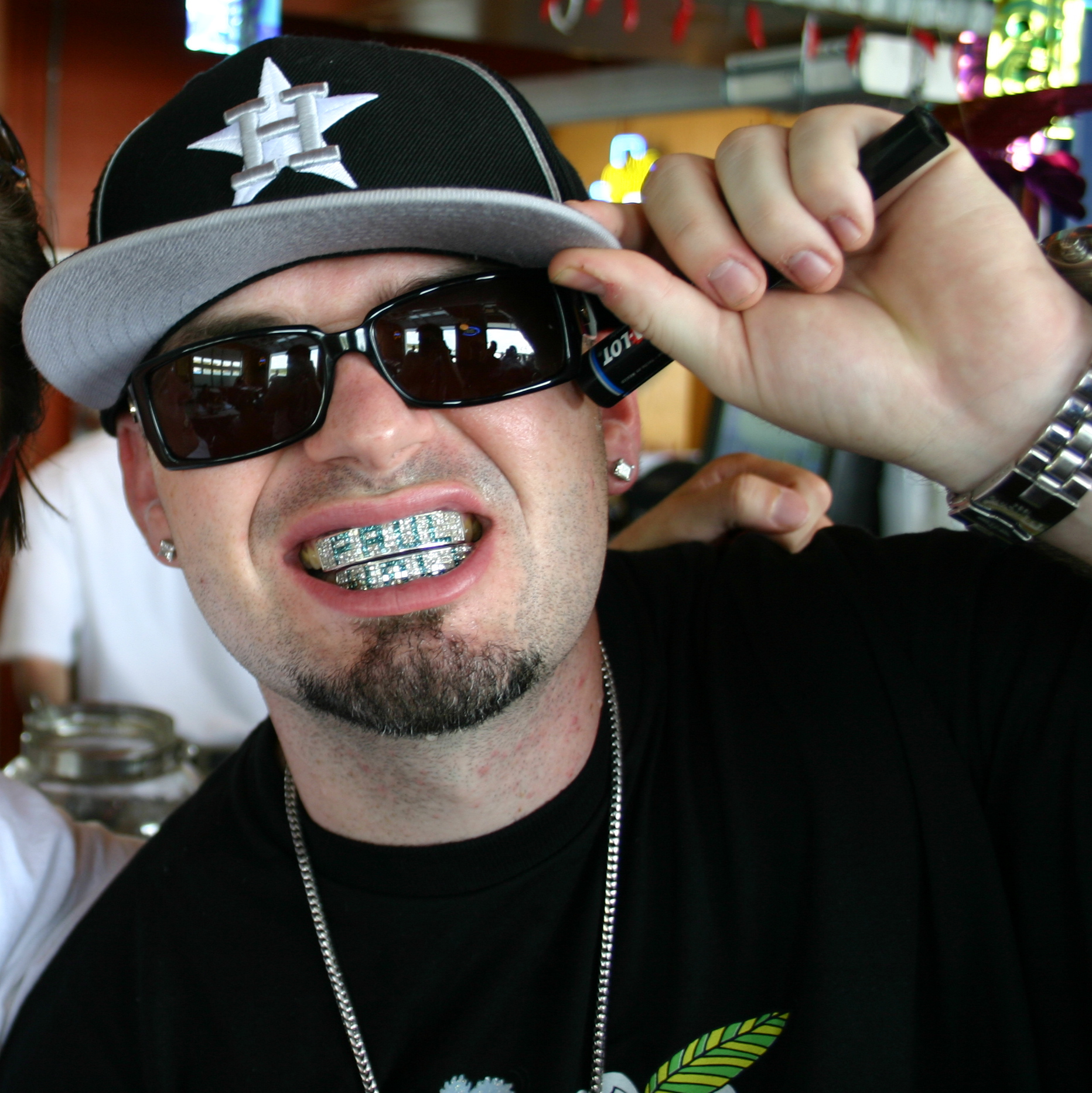
Rapper Paul Wall mit Grillz und Bling-Bling.

Als Bling-Bling (auch verkürzt Bling genannt) werden umgangssprachlich stark glitzernder und glänzender Schmuck sowie Accessoires bezeichnet. Das Wort stammt aus der Hip-Hop-Kultur und hat sich inzwischen weltweit zu einem Alltagswort entwickelt.

## Wortherkunft
Das Wort „Bling-Bling“ ist – linguistisch betrachtet – ein Ideophon, also ein Geräuschwort. Bling-Bling soll das plötzliche Aufleuchten oder Aufblitzen von Edelsteinen und stark glänzendem Schmuck umschreiben, obgleich optische Effekte geräuschlos sind. Ursprünglich wurde es – in parodierter Form – in Werbespots für Zahnpasta verwendet, um das strahlende Weiß der frisch geputzten Zähne zu untermalen.
In der Hip-Hop Kultur fand Bling-Bling um 1993 erste Erwähnung. Der Rapper Jesse West (unter dem Pseudonym „3rd Eye“ bekannt) benutzte das vollständige Wort in seinem Song Dolly My Baby. Im Jahr 1999 veröffentlichte der Rapper B.G. zusammen mit Lil Wayne und Juvenile den Song mit dem Titel Bling Bling, der durch den vom damals 17-jährigen Lil Wayne gesungenen ikonischen Refrain zu einer rasanten Verbreitung und Bekanntheit des Begriffes führte. Rapper 2 Pac griff das Wort in seinem Lied Fuck Friendz auf und machte es durch sein Standing damals endgültig salonfähig. Bling-Bling wurde daher lange Zeit ausschließlich mit den Begriffen Hip-Hop und Rap/Rapper assoziiert.

## Bedeutung und Verwendung
Das Wort Bling-Bling stand ursprünglich nur für facettierte Diamanten und andere Edelsteine, die stark glitzern. Das Wort umschrieb nur den Glitzereffekt als solchen und sollte den ohnehin hohen (materiellen wie ideellen) Wert hervor- und anheben. Heute steht der Begriff durchweg und generell für teuren, mit vielen Edelsteinen und Strasssteinen besetzten Schmuck (besonders Colliers, Ohrringe und Hals- und Fußkettchen), Accessoires (zum Beispiel Sonnenbrillen, Krawattennadeln und Armbanduhren), aber auch mit Glitzer überzogene Handys und deren Etuis. Beliebt sind auch Zahnkronenaufsätze, die vergoldet, versilbert, verchromt oder gar mit glitzernden Schmucksteinen besetzt sind (sogenannte Grillz). Einer der ersten prominenten Personen, die sich einen Zahn mit einem Diamanten versehen ließen, ist der Musiker Mick Jagger.
Inzwischen hat der Begriff auch negative Konnotationen erfahren: So gilt Bling-Bling auch als Inbegriff von übertriebenem Schmuckbehang, Zurschaustellung von Reichtum und ausschweifendem Luxus. Das Wort wird in solchen Fällen abwertend gebraucht und steht dann für Dekadenz und Kitsch. Ein frühes Beispiel hierfür ist die Figur des Mr. T aus der Serie Das A-Team. Mr.T war berühmt dafür, dass er sich in der Serie massenhaft mit Gold- und Silberketten schmückte. Bling-Bling galt lange Zeit ebenso als ein Klischeewort für den sogenannten Gangster-Style innerhalb der Hip-Hop- und Rapperszene, besonders in den Südstaaten der USA. Der deutsche Influencer Twenty4tim veröffentlichte 2022 seine erste Single "Bling Bling", welche drei Wochen auf Platz 15 der deutschen Charts landete und mittlerweile mit 17 Millionen Klicks (Stand Juni 2023) sein erfolgreichstes Musikvideo auf Youtube ist. Auch in der modernen Boulevard-Presse wird Bling-Bling verwendet, um auf unnötige Zurschaustellung von Glitzerschmuck und Luxusgut hinzuweisen, besonders bei Prominenten, TV-Stars und hochrangigen Persönlichkeiten. So spottete das US-Magazin Time über den französischen Präsidenten Nicolas Sarkozy und betitelte ihn als „Präsident Bling-Bling“.